# 京都大学バッドベアーズ
京都大学バッドベアーズ（きょうとだいがくバッドベアーズ、KYOTO UNIV. Bad Bears）は、京都大学の学生による男子バスケットボールチームである。関西学生バスケットボール連盟所属。

## 歴史
1926年に京都帝国大学籠球部として創部。翌1927年の関西学生連盟発足に参加。
帝大時代を含め全日本選手権（オールジャパン）3度準優勝、関西学生リーグ優勝11回を記録した古豪として知られる。
しかし、その後は長い低迷が続き、1955年を最後に関西1部から陥落、2009年は3部まで降格した。

## 主な卒業生
- 松井聰